# Roy Budd
Roy Frederick Budd (Mitcham, 14 marzo 1947 – Londra, 7 agosto 1993) è stato un musicista e compositore britannico.

## Carriera
Musicista, ha composto numerose colonne sonore cinematografiche. Interamente autodidatta, ha lavorato sia come pianista jazz sia come compositore per oltre 50 film, tra i quali Carter, Sinbad e l'occhio della tigre, I 4 dell'Oca selvaggia e Il caso Carey. Nel 1972 sposa la cantante Caterina Valente dalla quale avrà il figlio Alexander e dalla quale divorzierà nel 1980.

## Filmografia parziale
- Soldato blu (Soldier Blue), regia di Ralph Nelson (1970)
- Carter (Get Carter), regia di Mike Hodges (1971)
- Flight of the Doves (1971)
- Zeppelin, regia di Étienne Périer (1971)
- Catlow, regia di Sam Wanamaker (1971)
- The Magnificent Seven Deadly Sins (1971)
- Il ribelle di Scozia (Kidnapped), regia di Delbert Mann (1971)
- A tu per tu con una ragazza scomoda (1972)
- Il caso Carey (The Carey Treatment), regia di Blake Edwards (1972)
- Gli ultimi sei minuti (1972)
- Man at the Top (1973)
- Steptoe and Son Ride Again (1973)
- L'assassino di pietra (The Stone Killer), regia di Michael Winner (1973)
- Porca vacca mi hai rotto... (1973)
- Il caso Drabble (1974)
- Progetto micidiale (1974)
- Contratto marsigliese (The Marseille Contract), regia di Robert Parrish (1974)
- Colpo da un miliardo di dollari (Diamonds), regia di Menahem Golan (1975)
- Buona fortuna maggiore Bradbury (1975)
- Welcome to Blood City (1977)
- Sinbad e l'occhio della tigre (1977)
- L'assassino della domenica (1978)
- I 4 dell'Oca selvaggia (1978)
- L'oca selvaggia colpisce ancora (1980)
- Mama Dracula (1980)
- Chi osa vince (1982)
- I 4 dell'Oca selvaggia II (1985)
- Field of Honor (1985)
- Le big Bang (1987)
- Rumori fuori scena (1992)
- Edizione sonora de Il fantasma dell'Opera (1993)